# Primaires présidentielles du Parti républicain américain de 2008
Les primaires républicaines de 2008 sont le processus par lequel les membres du Parti républicain des États-Unis désignent leur candidat à l'élection présidentielle de cette année.
Les candidats au poste de président et de vice-président furent sélectionnés à l'aide d'une série de primaires et de caucuses dans les différents États et territoires des États-Unis, conduisant à une convention nationale républicaine qui eut lieu du 1er au 4 septembre 2008 à Minneapolis/Saint Paul, Minnesota. La majorité simple des votes des délégués (1 191 sur 2 380) était requise pour être investi.
Le 4 novembre 2008, John McCain, vainqueur de cette primaire, perd l'élection présidentielle face à Barack Obama. Il avait recueilli 45,7 % des suffrages, et 173 grands électeurs.

## Candidats
Les personnes suivantes (classées par ordre alphabétique de leur nom de famille) se sont déclarées candidat à l'investiture du Parti républicain :

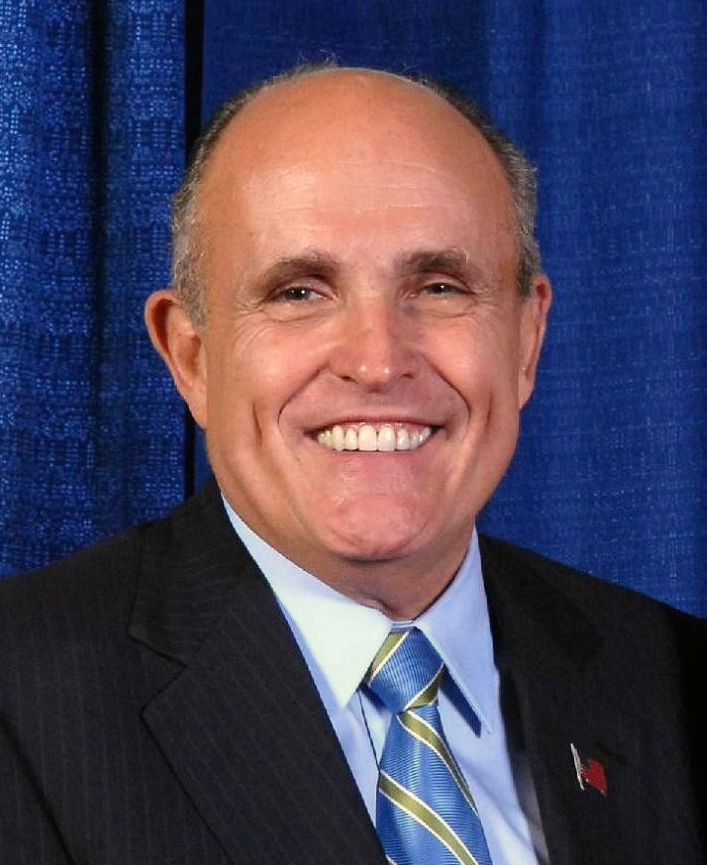
Rudy Giuliani, ancien maire de New York, s'est retiré de la course le 30 janvier
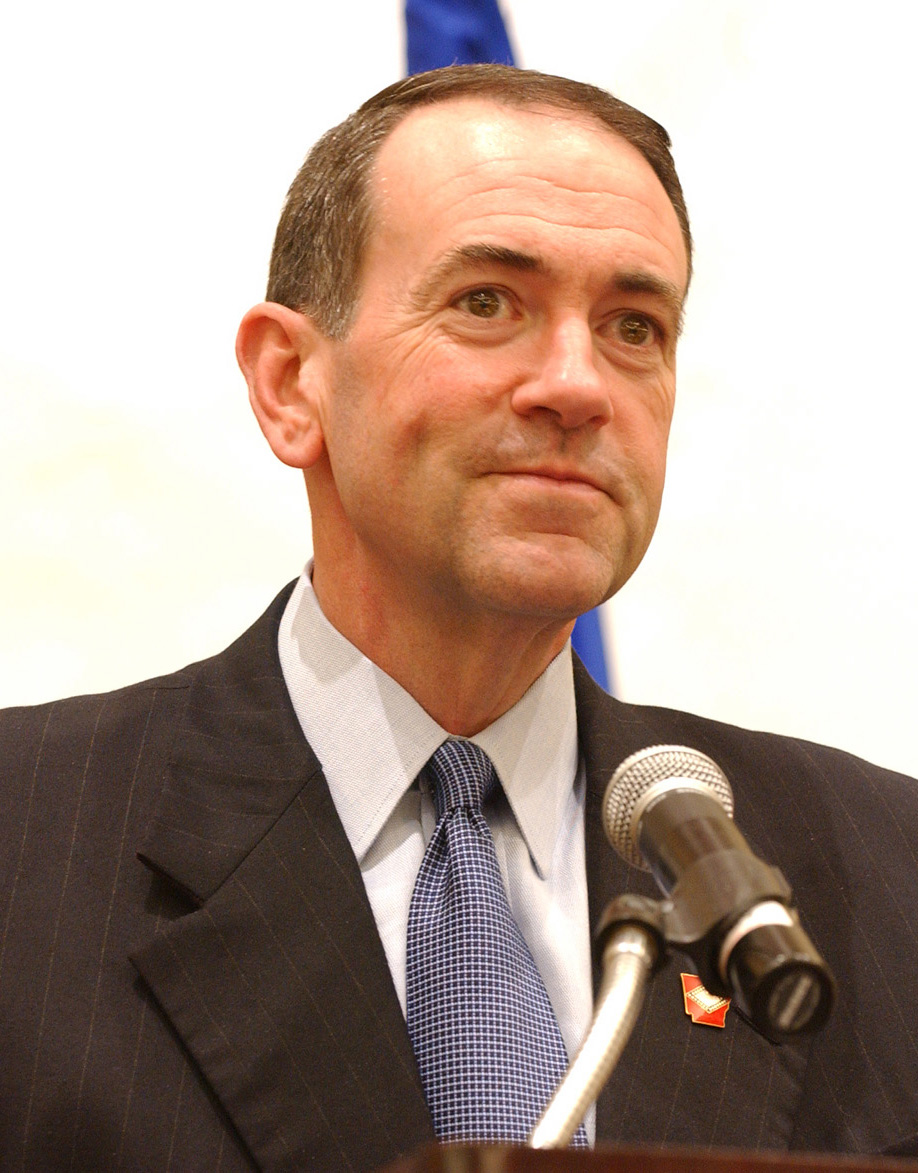
Mike Huckabee, ancien gouverneur de l'Arkansas, s'est retiré de la course le 4 mars
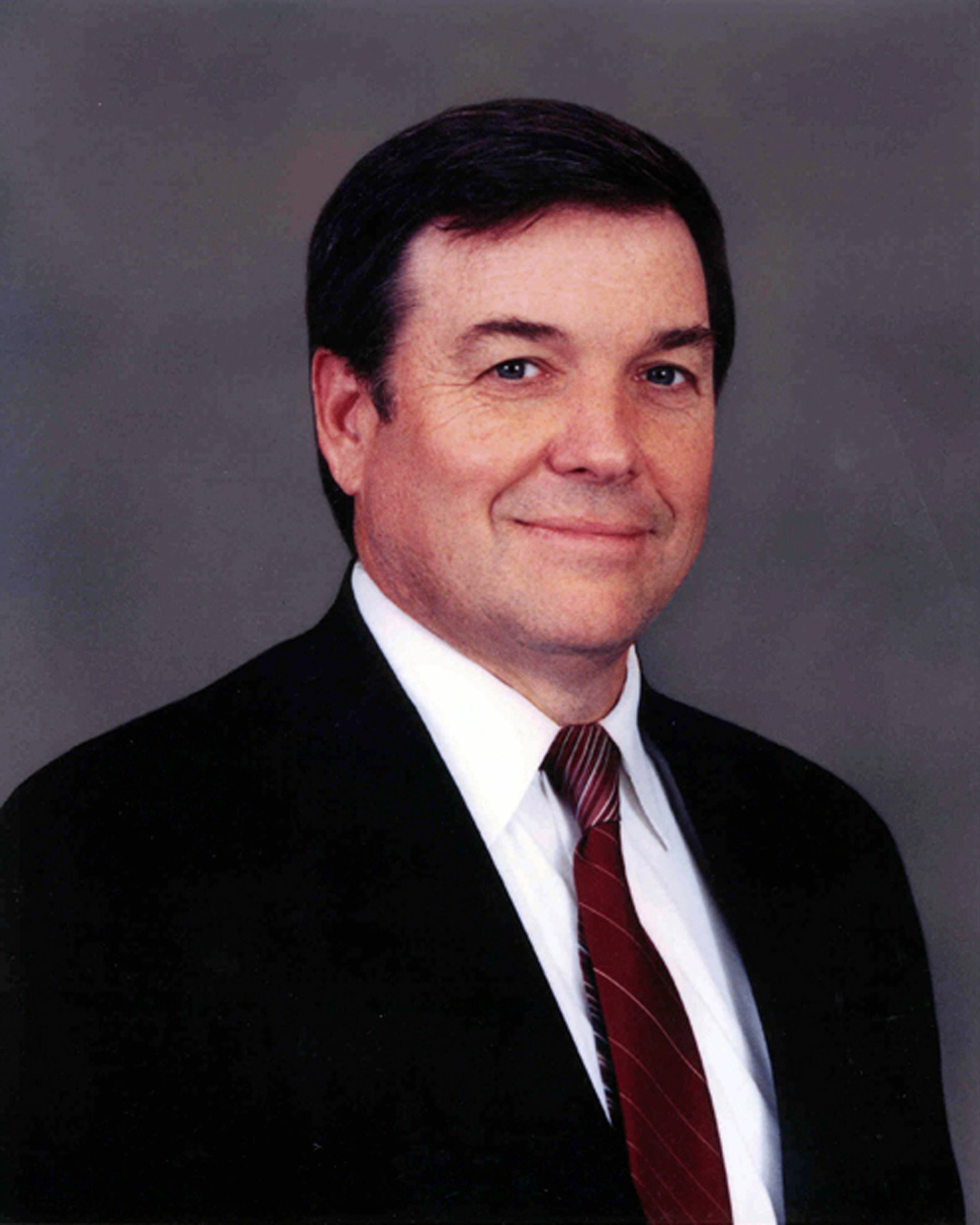
Duncan Hunter, représentant de Californie, s'est retiré de la course
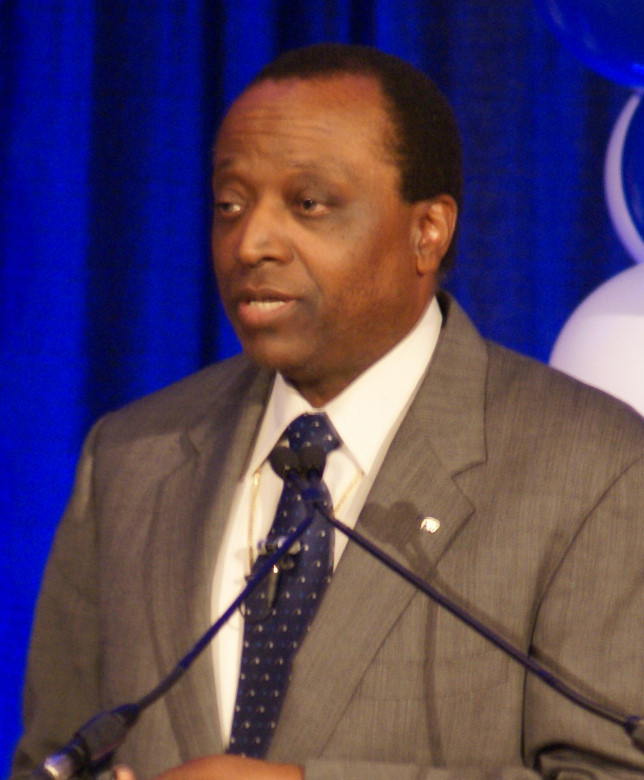
Alan Keyes, ancien ambassadeur du Maryland, candidat à l'investiture républicaine en 1996 et 2000, s'est retiré de la course avant la campagne
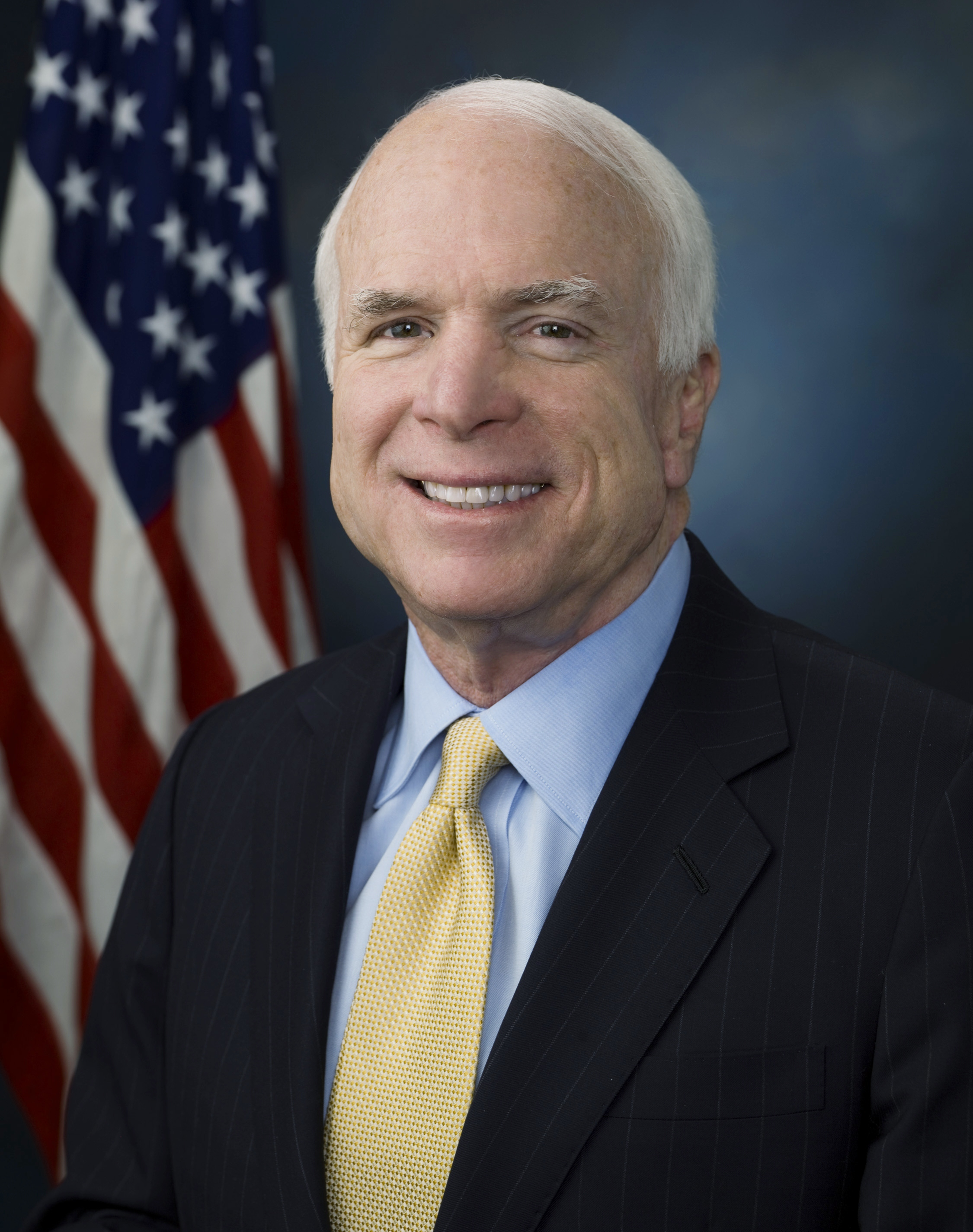
John McCain, sénateur de l'Arizona, a obtenu le 4 mars la majorité de 1191 délégués nécessaire pour être candidat
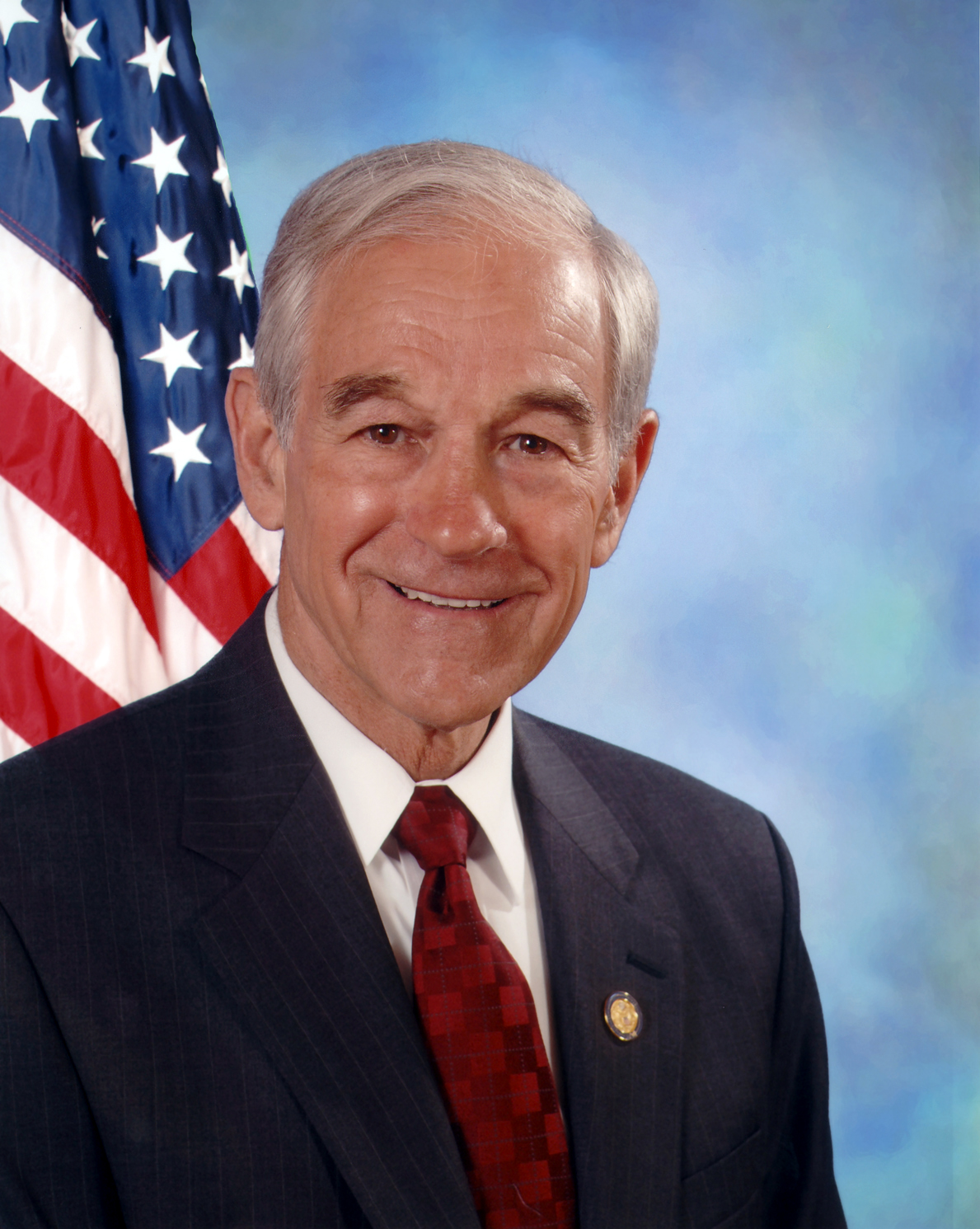
Ron Paul, candidat à l'Élection présidentielle américaine de 1988 (pour le Parti libertarien) et représentant du Texas depuis 1997, s'est retiré de la course après le 27 mai.
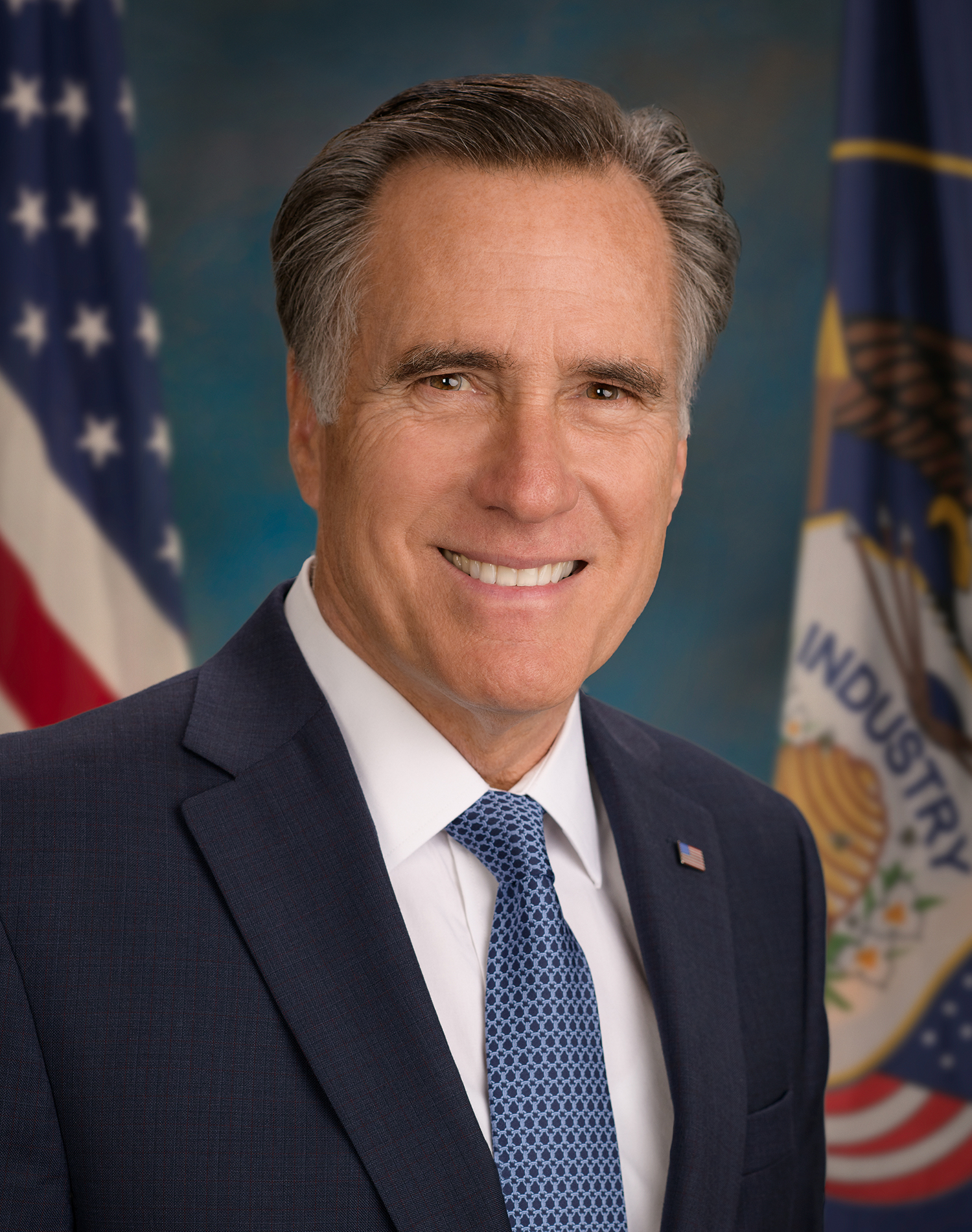
Mitt Romney, ancien gouverneur du Massachusetts, s'est retiré de la course le 7 février
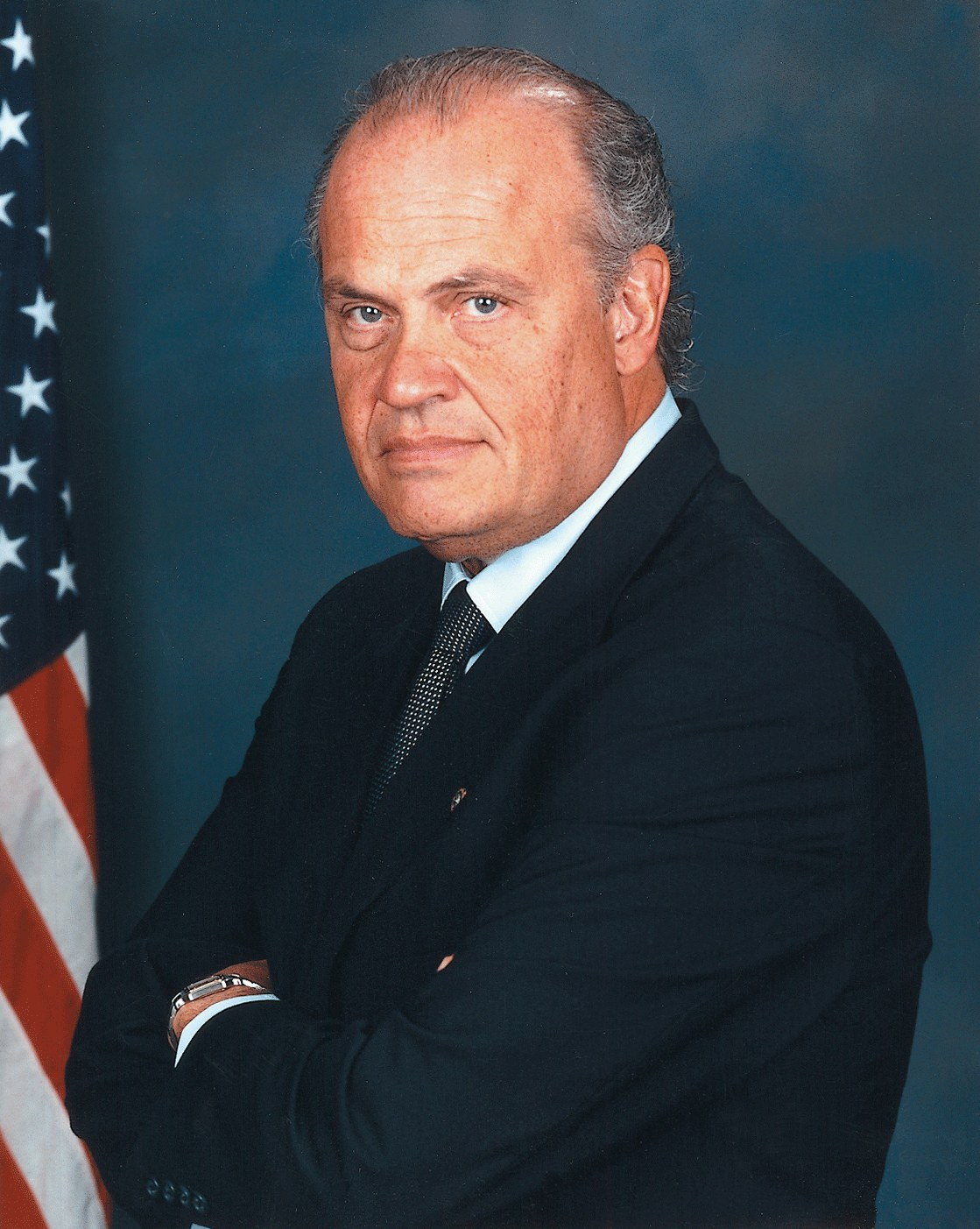
Fred Thompson, ancien sénateur du Tennessee, s'est retiré de la course le 22 janvier

## Sélection des délégués
Pour chaque État, le comité national républicain alloue quatre types de délégués :
- Trois délégués de district (district level delegates) pour chaque district congressionel ; le nombre de districts varie suivant les États.
- Dix délégués itinérants (at-large delegates), quelle que soit la population de l'État.
- Trois délégués de parti (party delegates), quelle que soit la population de l'État : ses deux délégués auprès de comité national et le président du parti républicain local.
- Un certain nombre de délégués de bonus (bonus delegates) pour posséder un sénateur ou gouverneur du Parti républicain, avoir envoyé une délégation majoritairement républicaine à la Chambre des représentants, garder un contrôle républicain partiel ou total au Congrès de l'État ou avoir voté en majorité pour George W. Bush lors de l'élection présidentielle de 2004.

Les territoires, contrairement aux États, ne possèdent que des délégués itinérants et de parti.
Si le parti démocrate exige un système de représentation proportionnelle à l'intérieur d'un État, le Parti républicain ne possède pas une telle restriction. Dans le cas des États utilisant un système de primaires, certains ont choisi une méthode où le vainqueur au niveau national gagne tous les délégués, d'autres font de même au niveau des districts et d'autres encore ont adopté un procédé proportionnel. En outre, si les délégués du parti démocrate sont obligés de soutenir le candidat pour lesquels ils ont été élus, chaque parti républicain local détermine si ses délégués y sont contraints et pour combien de voix.
Dans le cas des États à caucuses, la plupart des partis locaux utilisent un processus en deux temps. Une élection « à blanc » (straw poll, souvent appelée presidential preference poll, « élection de préférence présidentielle ») est menée parmi les participants au caucus. Les résultats sont fournis aux médias et publiés par le parti. Les délégués sont ensuite élus pour les conventions de comté. Ceux-ci élisent les délégués pour la convention de l'État, lesquels élisent finalement les délégués nationaux. À chaque niveau, les délégués peuvent être liés à un candidat ou non. Si ce n'est pas le cas, ils ne sont pas obligés de suivre les résultats de l'élection de préférence présidentielle.

## Calendrier

### Généralités
Les candidats républicains feront campagne pour l'investiture à travers une série d'élections primaires et de caucus, en quatre phases successives.
Les tableaux ci-dessous résument, pour chaque État ou territoire, la date et le mode de désignation ainsi que le nombre de délégués et leur répartition.

### Première phase: soutiens
À la différence du parti démocrate, les membres républicains du Congrès et les gouverneurs ne sont pas automatiquement délégués à la convention nationale ; leur soutien peut cependant avoir un impact sur les électeurs lors des primaires.
Pour chaque État et territoire, les seuls délégués automatiques sont les deux membres du comité national républicain et le président du parti. Ces « super-délégués », quoiqu'officiellement indépendants, peuvent prendre publiquement position pour un candidat.

### Deuxième phase: primaires et caucuses en avance
| Élection                                     | Élection        | Élection    | Délégués  | Délégués   | Délégués | Délégués | Délégués      | Délégués |
| Date                                         | État            | Type        | Districts | Itinérants | Parti    | Bonus    | Total         | Procédé  |
| -------------------------------------------- | --------------- | ----------- | --------- | ---------- | -------- | -------- | ------------- | -------- |
| 3 janvier                                    | Iowa            | Caucus      | 15        | 10         | 3        | 12       | 40            |          |
| 5 janvier                                    | Wyoming         | Conventions | 3         | 10         | 3        | 12       | 12/28 [12/14] |          |
| 8 janvier                                    | New Hampshire   | Primaire    | 6         | 10         | 3        | 5        | 24 [12]       |          |
| 15 janvier                                   | Michigan        | Primaire    | 45        | 10         | 3        | 2        | 60 [30]       |          |
| 19 janvier                                   | Nevada          | Caucus      | 9         | 10         | 3        | 12       | 34            |          |
| 19 janvier                                   | Caroline du Sud | Primaire    | 18        | 10         | 3        | 16       | 47 [24]       |          |
| 22 janvier (district) 9 février (itinérants) | Louisiane       | Caucus      | 21        | 10         | 3        | 13       | 21/47         |          |
| 25 janvier - 5 février                       | Hawaï           | Caucus      | 6         | 10         | 3        | 1        | 20            |          |
| 29 janvier                                   | Floride         | Primaire    | 75        | 10         | 3        | 26       | 114 [57]      |          |
| 1er février                                  | Maine           | Caucus      | 6         | 10         | 3        | 2        | 21            |          |

#### Controverse sur le 5 février
Selon le règlement du comité national républicain, aucun État ne peut organiser ses primaires avant le 5 février. Ainsi, la Caroline du Nord, la Floride, le Michigan, le New Hampshire et le Wyoming se sont vu retirer la moitié de leur délégués pour les avoir organisées avant cette date.

### Troisième phase:Super Tuesday
Depuis le début 2007, de nombreux États et territoires ont avancé la date de leurs primaires ou caucuses au 5 février 2008. La première primaire quasi nationale se tiendra donc ce jour-là. Le phénomène avait déjà été rencontré lors des élections présidentielles précédentes et était nommé Super Tuesday (« super mardi », les primaires s'effectuant généralement en mardi) ; au vu de l'ampleur prise par cette date en 2008, elle a été entre autres surnommée Super Duper Tuesday ou Tsunami Tuesday.
| Élection  | Élection             | Élection                                                     | Délégués  | Délégués   | Délégués | Délégués | Délégués | Délégués |
| Date      | État                 | Type                                                         | Districts | Itinérants | Parti    | Bonus    | Total    | Procédé  |
| --------- | -------------------- | ------------------------------------------------------------ | --------- | ---------- | -------- | -------- | -------- | -------- |
| 5 février | Alabama              | Primaire                                                     | 21        | 10         | 3        | 14       | 48       |          |
| 5 février | Alaska               | Caucus                                                       | 3         | 10         | 3        | 13       | 29       |          |
| 5 février | Arizona              | Élection de préférence présidentielle                        | 24        | 10         | 3        | 16       | 53       |          |
| 5 février | Arkansas             | Primaire                                                     | 12        | 10         | 3        | 9        | 34       |          |
| 5 février | Californie           | Primaire                                                     | 159       | 10         | 3        | 1        | 173      |          |
| 5 février | Colorado             | Caucus                                                       | 21        | 10         | 3        | 12       | 46       |          |
| 5 février | Connecticut          | Primaire                                                     | 15        | 10         | 3        | 2        | 30       |          |
| 5 février | Dakota du Nord       | Caucus                                                       | 3         | 10         | 3        | 10       | 26       |          |
| 5 février | Delaware             | Primaire                                                     | 3         | 10         | 3        | 2        | 18       |          |
| 5 février | Géorgie              | Primaire                                                     | 39        | 10         | 3        | 20       | 72       |          |
| 5 février | Illinois             | Primaire de préférence présidentielle + élection de délégués | 57        | 10         | 3        | 0        | 70       |          |
| 5 février | Massachusetts        | Primaire                                                     | 30        | 10         | 3        | 0        | 43       |          |
| 5 février | Minnesota            | Caucus                                                       | 24        | 10         | 3        | 4        | 41       |          |
| 5 février | Missouri             | Primaire                                                     | 27        | 10         | 3        | 18       | 58       |          |
| 5 février | Montana              | Caucus à invitation                                          | 3         | 10         | 3        | 9        | 25       |          |
| 5 février | New Jersey           | Primaire                                                     | 39        | 10         | 3        | 0        | 52       |          |
| 5 février | New York             | Primaire                                                     | 87        | 10         | 3        | 1        | 101      |          |
| 5 février | Oklahoma             | Primaire                                                     | 15        | 10         | 3        | 13       | 41       |          |
| 5 février | Tennessee            | Primaire                                                     | 27        | 10         | 3        | 15       | 55       |          |
| 5 février | Utah                 | Primaire                                                     | 9         | 10         | 3        | 14       | 36       |          |
| 5 février | Virginie-Occidentale | Convention                                                   | 9         | 10         | 3        | 8        | 18/30    |          |

### Quatrième phase: reste de la course
| Élection   | Élection             | Élection        | Délégués  | Délégués   | Délégués | Délégués | Délégués     | Délégués |
| Date       | État                 | Type            | Districts | Itinérants | Parti    | Bonus    | Total        | Procédé  |
| ---------- | -------------------- | --------------- | --------- | ---------- | -------- | -------- | ------------ | -------- |
| 9 février  | Kansas               | Caucus          | 12        | 10         | 3        | 14       | 39           |          |
| 9 février  | Washington           | Caucus          | 27        | 10         | 3        | 0        | 18 sur 40    |          |
| 12 février | District de Columbia | Primaire        | 0         | 16         | 3        | 0        | 19           |          |
| 12 février | Maryland             | Primaire        | 24        | 10         | 3        | 0        | 37           |          |
| 12 février | Virginie             | Primaire        | 33        | 10         | 3        | 17       | 63           |          |
| 19 février | Wisconsin            | Primaire        | 24        | 10         | 3        | 3        | 40           |          |
| 19 février | Washington           | Primaire        | 27        | 10         | 3        | 0        | 19 sur 40    |          |
| 4 mars     | Ohio                 | Primaire        | 54        | 10         | 3        | 21       | 88           |          |
| 4 mars     | Rhode Island         | Primaire        | 6         | 10         | 3        | 1        | 20           |          |
| 4 mars     | Texas                | Primaire/Caucus | 96        | 10         | 3        | 31       | 140          |          |
| 4 mars     | Vermont              | Primaire        | 3         | 10         | 3        | 1        | 17           |          |
| 11 mars    | Mississippi          | Primaire        | 12        | 10         | 3        | 14       | 39           |          |
| 22 avril   | Pennsylvanie         | Primaire        | 57        | 10         | 3        | 4        | 74           |          |
| 6 mai      | Caroline du Nord     | Primaire        | 39        | 10         | 3        | 17       | 69           |          |
| 6 mai      | Indiana              | Primaire        | 27        | 10         | 3        | 17       | 57           |          |
| 10 mai     | Wyoming              | Convention      | 3         | 10         | 3        | 12       | 16/28 [2/14] |          |
| 13 mai     | Nebraska             | Primaire        | 9         | 10         | 3        | 11       | 33           |          |
| 13 mai     | Virginie-Occidentale | Primaire        | 9         | 10         | 3        | 8        | 12 of 30     |          |
| 20 mai     | Kentucky             | Primaire        | 18        | 10         | 3        | 14       | 45           |          |
| 20 mai     | Oregon               | Primaire        | 15        | 10         | 3        | 2        | 30           |          |
| 27 mai     | Idaho                | Primaire        | 6         | 10         | 3        | 13       | 32           |          |
| 3 juin     | Dakota du Sud        | Primaire        | 3         | 10         | 3        | 11       | 27           |          |
| 3 juin     | Nouveau-Mexique      | Primaire        | 9         | 10         | 3        | 10       | 32           |          |